# Oncești (Maramureș)
Oncești è un comune della Romania di 1 540 abitanti, ubicato nel distretto di Maramureș, nella regione storica della Transilvania.